# .net
.net(닷 넷)은 (RFC 920에 언급되어 있지는 않지만) 1985년 1월에 개발된 초기 최상위 수준의 도메인들 가운데 하나이다. 초기에 인터넷 서비스 제공업체와 같은 네트워크의 사용을 위해 고안된 것이었다. 현재 .net 도메인 이름을 등록하는 사람에게 공식적인 제한은 없다. 이 도메인 이름은 제2의 .com으로 인식되기도 한다.

## 역사
net은 1985년 1월에 생성된 RFC 920에 언급되지 않았음에도 불구하고 원래 최상위 도메인(나머지 6개는 com, org, edu, gov, mil 및 arpa) 중 하나이다.
네트워크 솔루션스(Network Solutions)를 인수한 후 운영업체인 베리사인은 2005년 6월 30일에 만료되는 운영 계약을 체결했다. 도메인 관리를 담당하는 조직인 ICANN은 계약 만료 시 도메인을 운영하기 위해 조직으로부터 제안을 구했다. 베리사인은 계약 입찰을 다시 획득하고 6년 동안 순 레지스트리에 대한 통제권을 확보했다. 2011년 6월 30일에 베리사인과의 계약이 자동으로 6년 더 갱신되었다. 이는 베리사인이 특정 ICANN 요구 사항을 충족하는 한 갱신이 자동으로 수행된다는 ICANN 이사회에서 승인한 결의안 때문이다. 2022년 5월 기준 베리사인은 .net을 계속 관리한다.